# Cimetière de Seuzac
 (septembre 2021).
Le cimetière de Seuzac est un cimetière situé à Larnagol dans le Lot en France.

## Description
Il s'agit d'un petit cimetière d'une quarantaine de tombes.

## Personnalités enterrées
Y sont enterrés Françoise Sagan et son mari Robert Westhoff, et, dans une tombe proche sans inscriptions, Peggy Roche, compagne de Françoise Sagan pendant quinze ans. Cependant, Denis Westhof, le fils de Robert Westhoff et Françoise Sagan, indique que Peggy Roche est bien enterrée dans le même caveau que ses parents.
Les parents de Françoise Sagan, son frère Jacques et sa sœur Suzanne sont également enterrés dans ce cimetière.